# Schanz Glacier
Schanz Glacier är en glaciär i Antarktis. Den ligger i Västantarktis. Chile gör anspråk på området. Schanz Glacier ligger 888 meter över havet.
Terrängen runt Schanz Glacier är kuperad åt nordväst, men åt sydost är den platt. Trakten är obefolkad. Det finns inga samhällen i närheten. 